# Alfred Chłapowski
Alfred Chłapowski, né le 5 octobre 1874 à Bonikowo et mort le 19 février 1940 à Kościan, est un diplomate de carrière polonais. Il a notamment été ambassadeur de Pologne à Paris de 1924 à 1936. 

## Formation et carrière universitaire
Diplômé au Lycée Sainte-Marie-Madeleine de Poznań en 1893, il poursuit les études supérieures jusqu'à l'obtention d'un doctorat en économie, en 1899. Il étudiera par la suite le droit, l'histoire et la philosophie dans les universités de Berlin, Paris, Halle ou Munich.

## Carrière diplomatique
- Député du Reichstag de 1904 à 1908.
- Délégué au Sejm polonais à Poznań en 1918.
- Élu membre du Parlement en 1922.
- Du 27 octobre 1923 au 14 décembre 1923, il est le ministre de l'Agriculture et des actifs d'Etat dans le gouvernement de Wincenty Witos.

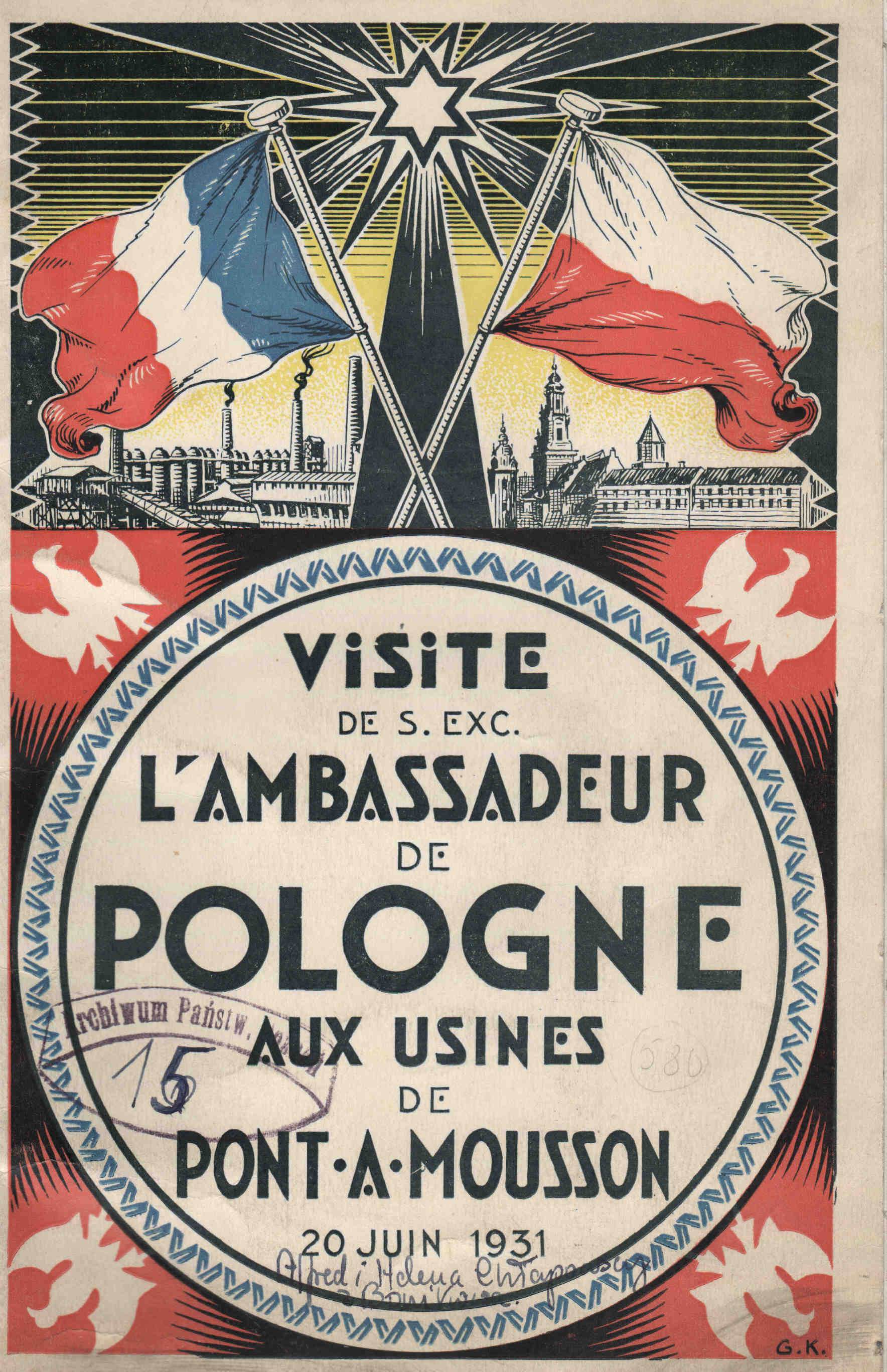
Invitation aux festivités données à l'occasion de la visite aux usines de Pont-à-Mousson de l'ambassadeur de Pologne.

- Il arrive en France le 22 mars 1924, et assure la fonction d'ambassadeur du 27 novembre 1924 au 20 juin 1936, date à laquelle il sera relevé par Józef Raczyński (pl).
- Revenu en Pologne, il est arrêté le 19 février 1940, puis transféré à la prison de Kościan, où il sera assassiné.